# El viatge de Chihiro
El viatge de Chihiro (千と千尋の神隠し, Sen to Chihiro no Kamikakushi) és una pel·lícula japonesa d'anime del 2001 escrita i dirigida per Hayao Miyazaki i produïda per l'estudi Ghibli. El film narra les aventures d'una nena que durant un viatge per a canviar de casa va a parar a un món estrany poblat pels esperits.
Miyazaki va escriure el guió després d'haver decidit que la pel·lícula estaria basada sobre la filla de deu anys d'un amic, qui anava a visitar cada estiu. En eixe moment Miyazaki estava treballant en dos projectes personals, però tots dos van ser rebutjats. Amb un presupost de 1900 milions de iens –19 milions de dòlars estatunidencs–, la producció de El viatge de Chihiro va començar en 2000.
Des de la seua presentació al públic, que fou el 20 de juliol de 2001, El viatge de Chihiro va assolir un gran èxit dins i fora del Japó. Amb una recaptació de més de 30 mil milions de iens –229 milions de dòlars–, va ser la pel·lícula més taquillera de la història del cinema japonés (fins a l'arribada de Demon Slayer en 2020), mentrestant, a escala mundial va recollir més de 250 milions de dòlars. Va ser aclamada per la crítica internacional, la pel·lícula és considerada una de les millors de la dècada dels 2000, i una de les millors pel·lícules d'animació de tots els temps. A més es troba en el top 10 de les 50 pel·lícules que caldria veure als 14 anys, segons el British Film Institute.
La pel·lícula va rebre molts premis, incloent-hi un Oscar que va ser el segon atorgat a la millor pel·lícula d'animació, essent aquest el primer anime a guanyar un premi de l'Acadèmia i el primer film d'animació de llengua no-anglesa a rebre'n. També va guanyar l'Os d'Or del Festival Internacional de Cinema de Berlín l'any 2002.
El viatge de Chihiro va superar Titanic com a pel·lícula que va obtenir la màxima recaptació als cinemes del Japó.
Aquesta pel·lícula està doblada al català.

## Argument
La Chihiro és una nena d'uns deu anys, trasbalsada pel canvi de residència que es veu obligada a fer amb els seus pares.
Quan aquests –n'Akio i la Jou– li diuen que han de canviar de casa, no pot amagar ni reprimir els seus sentiments negatius. En partir la família, la Chihiro s'agafa al ram de flors que li han regalat els seus amics com si hi portés tots els seus records.
En destinació a la seva nova casa, la família sembla equivocar-se de camí i de sobte es troben al final d'un misteriós atzucac. S'hi s'alça un enorme edifici vermell amb un interminable túnel en el centre que sembla una boca gegantina. El túnel condueix a un poble fantasmal on troben un magnífic banquet.
N'Akio i la Jou es llancen sobre el menjar dient a la seva filla que, com que són gent de diners, poden fer-ho. La Chihiro mira els seus pares sense seguir-los, ells continuen devorant plat rere plat, quan a poc a poc són transformats en porcs. Sense voler han entrat en un món habitat per déus antics i éssers màgics, dominat per la diabòlica Yubaba, una harpia bruixot. La Yubaba explica a la Chihiro que als intrusos els transformen en animals i després els maten per a menjar-los, això és en càstig per haver-se menjat el banquet que ella reservava per als déus que venen al seu reialme a renovar les seves forces. Els qui arriben a escapar d'aquest tràgic destí són condemnats a morir una vegada que es demostra llur inutilitat.
Afortunadament, la Chihiro troba un aliat en forma de l'enigmàtic Haku. En Haku viu a la casa dels banys amb la Yubaba encara que no per voluntat pròpia. En Haku és un noi (en aparença) que ajuda la Chihiro a sobreviure al món dels esperits per motius que es revelen al final de la pel·lícula.
Per a postergar el seu terrible destí i per a sobreviure en aquest món estrany i perillós s'ha de ser útil, per la qual cosa ha de treballar. La Chihiro surt de la seva mandra habitual quan obté que la Yubaba la contracti, però alhora ha de renunciar a la seva humanitat, als seus records i fins i tot lliurar-li el seu nom, per mitjà del qual la bruixa la controla. A més la Chihiro coneix un Sense cara, corromput per la seva presència a la casa de banys, que ella arriba a redimir.
A la fi, la Chihiro és sotmesa a una prova per la Yubaba; ha de trobar els seus pares entre tots els animals, per a així trencar el seu contracte i assolir la llibertat. En Haku i ella se separen, amb la promesa de retrobar-se algun dia.

## Repartiment

### Principals
Chihiro Ogino (荻野 千尋, Ogino Chihiro)
Seiyū: Rumi Hiiragi (japonès). Actor de veu: Paula Ribó (català)
És una nena de deu anys, que ha de mudar de casa a una nova ciutat juntament amb els seus pares, però a causa del fet que el seu pare s'havia equivocat de camí, descobreixen per casualitat l'entrada al món dels esperits. Durant aquesta, passa de ser egoista i pessimista, a comportar-se de manera responsable i a preocupar-se pels altres. La Yubaba, una malvada harpia-bruixa, li dona el nom de «Sen», per a poder mantenir-la als seus serveis, i, un cop que oblidés el seu nom veritable, ja no seria capaç de tornar al seu món humà.
Haku/Nigihayami Kohaku Nushi (ハク/ニギハヤミ コハクヌシ, Haku/Nigihayami Kohakunushi)
Seiyū: Miyu Irino (japonès). Actor de veu: Hernán Fernández (català)
És un noi que ajuda la Chihiro després que els seus pares haguessin estat transformats en porcs, protegint-la i aconsellant-la. Treballa directament per a la Yubaba, acomplint missions, i essent a la vegada el seu aprenent. Pot volar i transformar-se en drac. La Chihiro recorda haver caigut en un riu, el Riu Kohaku, i haver estat ajudada a sortir de l'aigua pel drac d'aquell riu, el mateix Haku, que en sentir allò recorda el seu passat i el seu nom, i aconsegueix de deslliurar-se del control que la Yubaba exercia sobre ell, aquest havent-li robat el seu nom, donant-li el de Haku en reemplaçament. A la fi de la història, promet al Chihiro que es tornaran a veure.
Yubaba (湯婆婆, Yubaaba)
Seiyū: Mari Natsuki (japonès). Actor de veu: Carme Contreras (català)
És la directora de la casa de banys termals dels déus. És una bruixa dolenta, avariciosa i manipuladora. Té el costum de portar moltes joies a sobre i anar vestida d'una manera molt ostentosa. Viu al lloc més alt de la casa de banys, amb Boh, el seu fill, possiblement la sola criatura que ella estima. Yubaba manipula els seus empleats robant-los el seu nom mitjançant un encanteri. Fins i tot controla el seu aprenent, en Haku.

### Secundaris
Kamaji (釜爺, Kamajii)
Seiyū: Bunta Sugawara (japonès). Actor de veu: Pepe Mediavilla (català)
Es l'encarregat de les calderes, a causa del fet que amb els seus múltiples braços extensibles pot arribar a totes les sales i perfums dels banys amb molta facilitat. Ajuda la Chihiro a aconseguir un treball a la casa de banys termals de la Yubaba. Una colla de petits Susuwatari treballen per ell, llançant el carbó a la caldera.
Sense cara (カオナシ, Kaonashi)
Seiyū: Tatsuya Gashuin (japonès). Actor de veu: Aleix Estadella (català)
És un fantasma molt misteriós. La procedència de Sense cara es totalment desconeguda, però és possible que hagi arribat d'un altre món. Aconsegueix d'entrar a la casa de banys termals perquè Chihiro l'hi ho permet. Aquest vol guanyar-se l'afecte de la Chihiro mitjançant l'or, però aquesta no ho accepta. Quan la Chihiro va a visitar la Zeniba, la germana bessona de la Yubaba, el Sense cara la segueix. Al final acaba vivint amb la Zeniba, essent el seu ajudant a casa.
Lin (リン, Rin)
Seiyū: Yumi Tamai (japonès). Actor de veu: Joël Mulachs (català)
És una treballadora de la casa de banys termals. Ajuda la Chihiro a aconseguir un treball, encara que no volia fer-ho, però en Kamaiji la suborna. Amb el temps, es fa molt amiga de la Chihiro.
Boh (坊, Bō)
Seiyū: Ryunosuke Kamiki (japonès). Actor de veu: Estela Vilches (català)
És el fill de la Yubaba. Malgrat que té aspecte de nadó, és dos cops més gros que la Yubaba. També és molt fort, i pot arribar a ser perillós. Quan la Zeniba transforma en Boh en ratolí, es fa molt amic de la Chihiro.
Zeniba (銭婆, Zeniiba)
Seiyū: Mari Natsuki (japonès). Actor de veu: Carme Contreras (català)
És la germana bessona i rival de la Yubaba. Per bé que té un aspecte idèntic, la seva personalitat és l'oposada. En un principi sembla encara més dolenta que la Yubaba, quan persegueix en Haku per haver-li robat el seu segell màgic. Esperant guanyar el perdó de la Zeniba, la Chihiro viatja fins a la seva cabanya per a tornar-li el seu segell i per disculpar-s'hi. És llavors que la Zeniba revela el seu verdader caràcter, que és dolç i afectuós. Perdona a en Haku per haver robat el seu segell i diu a la Chihiro que no es preocupi.

## Producció
El viatge de Chihiro va ser dirigida i escrita per Hayao Miyazaki. Cada estiu, Miyazaki passava les vacances a una cabanya de muntanya amb la seva família i cinc joves amics. Volia fer una pel·lícula per a ells, i així es com sorgí El viatge de Chihiro. Miyazaki ja havia fet pel·lícules com Tonari no Totoro o Majō no Takkyūbin, focalitzades en un públic infantil i adolescent, però mai no havia fet una pel·lícula destinada a nenes de prop de 10 anys. Per a inspirar-se, Hayao es va documentar llegint manga del gènere Shōjo, però va trobar que els romanços que es relataven no era el que volien veure les nenes d'aquesta edat, així que va decidir de fer una pel·lícula sobre una nena que seria una heroïna.

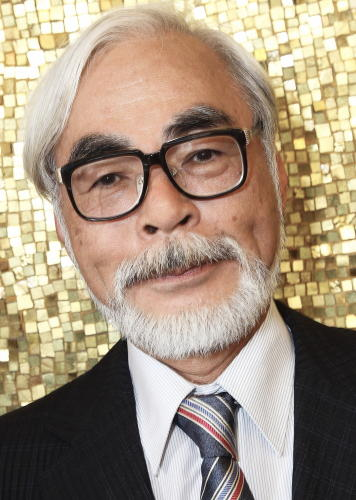
Hayao Miyazaki, l'escriptor i director de la pel·lícula.

Feia molt de temps que Miyazaki volia fer una nova pel·lícula. Anteriorment tenia dos projectes, però havien estat rebutjats. El primer s'inspirava en el llibre japonès Kirino Mukouno Fushigina Machi, i el segon tractava d'una heroïna adolescent. Miyazaki havia fet una tercera proposta, que terminà en El viatge de Chihiro. Les tres històries giraven entorn d'uns banys termals que eren inspirats d'una casa de banys a la ciutat de Miyazaki. Sempre havien atret l'atenció de Miyazaki, per això havia escrit diverses històries basades en els banys, una de les quals era El viatge de Chihiro.

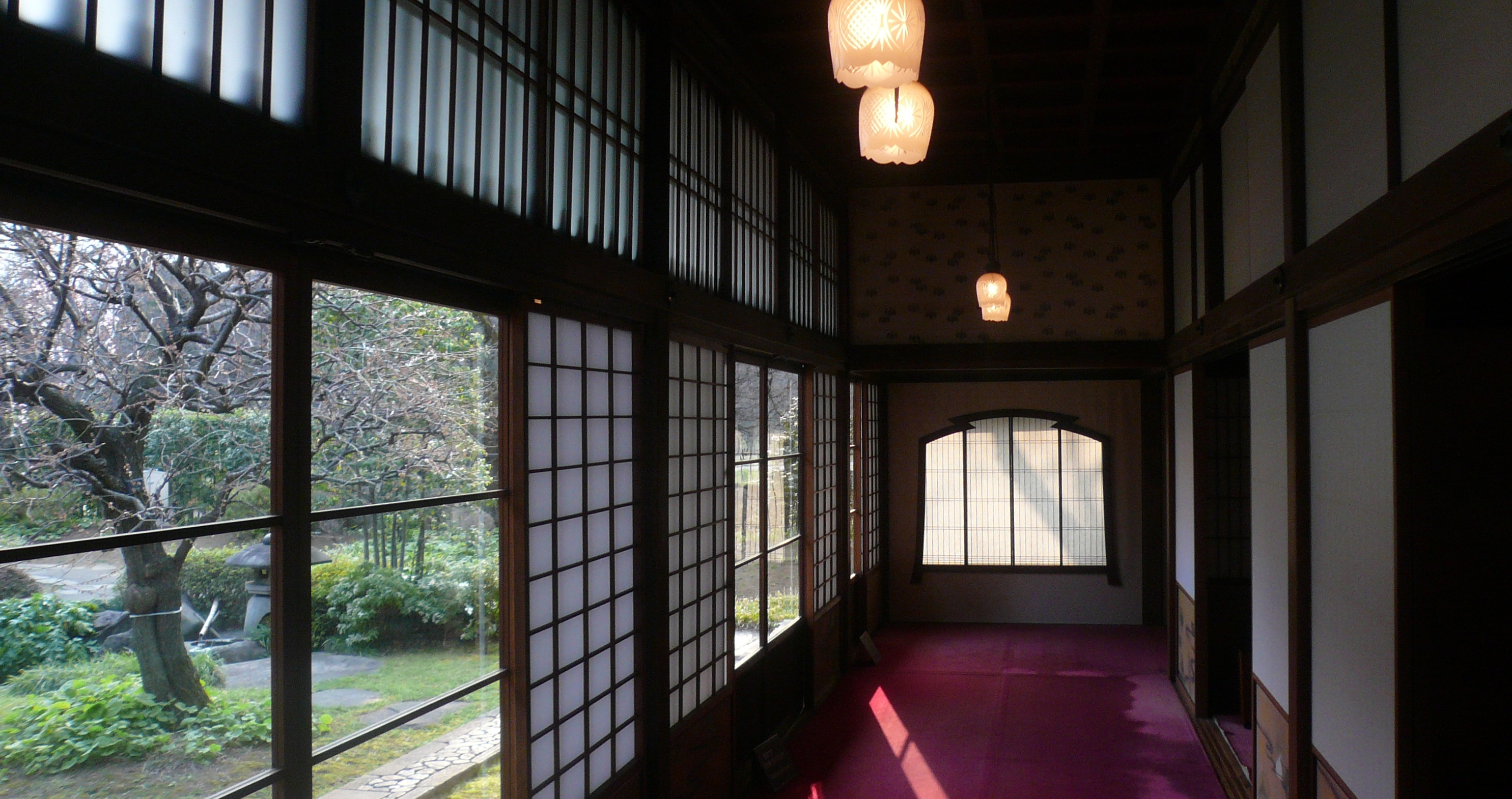
La residència de Takahashi Korekiyo, una font d'inspiració per Miyazaki.

La pel·lícula va entrar en producció l'any 2000, amb un pressupost de 1.900 milions de yens (140 milions d'euros). A la seva anterior producció, Miyazaki i el seu equip havien experimentat amb el procés d'animació per ordinador. El personal de Ghibli va començar a equipar-se amb més ordinadors i programes d'edició 3D. El personal de l'estudi va començar a aprendre a dominar el programari, però només per a aconseguir de millorar la impressió de la història i no per a fer la tecnologia la protagonista de la pel·lícula. Tots els personatges van ser animats a mà, i Miyazaki treballà amb dels seus animadors per a comprovar que fessin bé el seu treball.
La part més difícil de la pel·lícula va ser de retallar-ne la durada, en començar la seva producció Miyazaki es va adonar que duraria més de tres hores si la feien seguint els seus guions. Va haver de retallar moltes escenes de la història, i va decidir de tallar les escenes més espectaculars per tal de mantenir una sensació simple en la pel·lícula. Al començament, no li agradava de veure l'aspecte estúpid que tenia la seva heroïna, "no és bufona, podem fer-hi alguna cosa?". A mesura que el film s'acostava a la fi, va tenir una millor opinió de la protagonista "esdevindrà una dona encantadora".
Miyazaki va inspirar els edificis del món espiritual en els edificis del Museu Obert d'Arquitectura d'Edo-Tòquio a Koganei, Tòquio. Sovint visitava el museu en cerca d'inspiració mentre treballava en la pel·lícula. Miyazaki sempre havia estat interessat en els estils arquitectònics d'inspiració occidental de l'època Meiji que hi ha al museu. El museu el feia sentir nostàlgic: "especialment quan hi sóc davant al vespre, prop de l'hora de tancar, –quan el sol es pon– les llàgrimes broten dels meus ulls."

## Premis
Premis de l'Acadèmia 
- Oscar a la Millor Pel·lícula d'Animació (2002)

Festival Internacional de Cinema de Berlín 
- Os d'Or a la millor pel·lícula, compartit amb "Diumenge Sagnant" (2002)

Acadèmia de Cinema del Japó
- Millor pel·lícula.
- Millor cançó (Youmi Kimura)

Premis de Cinema Mainichi
- Millor pel·lícula
- Millor pel·lícula animada
- Millor director (Hayao Miyazaki)
- Millor banda sonora (Joe Hisaishi)
- Millor pel·lícula (Premi de la crítica)

Premis de Cinema de Hong Kong 
- Millor pel·lícula asiàtica

Premis ANNIE 
- Millor pel·lícula animada
- Millor direcció (Hayao Miyazaki)
- Millor música (Joe Hisaishi)
- Millor guió (Hayao Miyazaki)

Satèl·lit d'or 
- Millor pel·lícula d'animació

Festival Internacional de Cinema de Catalunya 
- Menció especial (Hayao Miyazaki)

Altres premis
- Millor pel·lícula d'animació en els premis de l'Associació de Crítics Americans (BFCA)
- Millor pel·lícula d'animació en els premis de l'Associació de Crítics de NOVA YORK
- Millor pel·lícula d'animació en els premis de l'Associació de Crítics dels ÀNGELS
- Millor pel·lícula d'animació en els premis de l'Associació de Crítics de DE FLORIDA
- Millor pel·lícula d'animació en els premis de l'Associació de Crítics de DALLAS
- Millor pel·lícula d'animació en els premis del National Board of Review
- Premi del públic en el FESTIVAL DE SAN FRANCISCO
- Menció especial en els premis de l'Associació de Crítics de BOSTON

### Nominacions
- César a la millor pel·lícula estrangera

## Llançament

### Taquilla
El Viatge de Chihiro es va emetre al Japó al juliol del 2001, aconseguint una audencia de 23 milions de persones i una recaptació de 30.000 milions de yens (225 milions d'Euros), i es va convertir en la pel·lícula que més ha recaptat de tota la història del Japó (superant La princesa Mononoke). L'any 2002, una sisena part dels japonesos ja havien vist la pel·lícula.
La pel·lícula va ser estrenada als cinemes catalans més d'un any després, el 18 d'octubre del 2002.
A Nordamérica, la pel·lícula, va ser llançada a la venda per Buena Vista Home Entertaiment el 15 d´abril del 2003. Les vendes se varen veure afavorides per haver rebut el Óscar a la millor pel·lícula d´animació en 2002. El contingut addicional va constar de tràilers japonesos, entrevistes als actors de veu nord-americans i The Art of Spirited Away.

### Edicions domèstiques
El DVD d'El Viatge de Chihiro es va llançar al mercat japonès el 19 de juliol del 2002. També es va editar una versió VHS.
A Catalunya la pel·lícula la va distribuir en format domèstic Jonu Media en DVD el 2 d'abril del 2003. El 28 de març del 2007 es va llançar una edició especial més cuidada, amb més extres i un llibret especial.

### Banda Sonora
La cançó dels crèdits (いつも何度でも, Itsumo Nandodemo) va ser escrita i cantada per Yumi Kimura, compositora i cantant d'Osaka. La lletra la va escriure un amic de la Kimura, en Wakako Kaku. La resta de la banda sonora la va compondre el col·laborador habitual de Ghibli, i reputat compositor, Joe Hisaishi. La cançó El riu d'aquell dia (あの日の川, Ano hi no Kawa) va rebre el premi a millor cançó a la 56a. edició dels Premis Mainichi.